# Ruth Malcomson
Ruth Malcomson (Filadelfia, 16 aprile 1906 – Filadelfia, 25 maggio 1988) è stata una modella statunitense, eletta Miss America 1924 all'età di diciotto anni.
Sostituì Mary Campbell, che partecipava al concorso per ottenere il terzo titolo consecutivo. All'epoca, essendo vecchio soltanto di un paio di anni, il concorso di bellezza, veniva spesso chiamato semplicemente "il concorso di Atlantic City", e la vincitrice veniva chiamata "The Golden Mermaid".
In un articolo pubblicato poco tempo dopo la vittoria, la Malcomson fornì ad un intervistatore le sue dieci regole di bellezza: 1) alzarsi presto la mattina. 2) Mangiare una ricca colazione. 3) Esercizio fisico. 4) Niente alcol. 5) Il fumo è dannoso. 6) Stare all'aria aperta. 7) Mangiare un pranzo leggero. 8) Mangiare una cena soddisfacente. 9) A letto presto. 10) Dormire.